# Бівер-Крік (Монтана)
Бівер-Крік (англ. Beaver Creek) — переписна місцевість (CDP) в США, в окрузі Гілл штату Монтана. Населення — 311 особа (2020).

## Географія
Бівер-Крік розташований за координатами 48°32′37″ пн. ш. 109°48′25″ зх. д. / 48.54361° пн. ш. 109.80694° зх. д. (48.543668, -109.806921).  За даними Бюро перепису населення США в 2010 році переписна місцевість мала площу 11,88 км², уся площа — суходіл.

## Демографія
Згідно з переписом 2010 року, у переписній місцевості мешкала 271 особа в 107 домогосподарствах у складі 84 родин. Густота населення становила 23 особи/км².  Було 115 помешкань (10/км²).
Расовий склад населення:
| - 96,3 % — білих |

До двох чи більше рас належало 3,3 %. Частка іспаномовних становила 4,1 % від усіх жителів.
За віковим діапазоном населення розподілялося таким чином: 25,1 % — особи молодші 18 років, 66,0 % — особи у віці 18—64 років, 8,9 % — особи у віці 65 років та старші. Медіана віку мешканця становила 44,4 року. На 100 осіб жіночої статі у переписній місцевості припадало 116,8 чоловіків;  на 100 жінок у віці від 18 років та старших — 107,1 чоловіків також старших 18 років.
Середній дохід на одне домашнє господарство  становив 83 476 доларів США (медіана — 76 875), а середній дохід на одну сім'ю — 83 911 долар (медіана — 78 750). За межею бідності перебувало 12,8 % осіб, у тому числі 12,7 % дітей у віці до 18 років та 0,0 % осіб у віці 65 років та старших.
Цивільне працевлаштоване населення становило 209 осіб. Основні галузі зайнятості: транспорт — 46,9 %, науковці, спеціалісти, менеджери — 8,6 %, роздрібна торгівля — 7,7 %, фінанси, страхування та нерухомість — 7,7 %.